# ホットショットII
ホットショットIIは、田宮模型（現・タミヤ）が生産していた1/10スケールの電動ラジコンバギー。発売は1987年、当時のキット価格は18,800円。

## 概要
ホットショット系列最後の車種として登場した。
ボディはポリカーボネート製ながら標準塗装色は黒となり（初代にあったヘッドライトの艤装は廃止）、シャーシは初代と同一構造ながらアルミ製のメンテナンスハッチを追加して、クリスタル交換程度なら分解すること無く整備できるよう改良。サスペンションはアーム配置などの基本構造は初代同様であったが、ブーメラン用に構造を改良されたフロントに横置きモノショック、リアに左右独立配置でショートタイプのCVAダンパー（同時期に発売されたスーパーセイバーと同様に成型色は赤でリアダンパーマウントも共用）を装備しており、よりスムーズに作動するよう改良された。
しかし初代ホットショットをそのままイメージチェンジしたようなそのスタイルは、バスタブ構造のフレームを用い軽量かつ合理的な構造を持つ『ブーメラン』と比較すればむしろ退化したと言っても良く、この時期既に他社製ライバル車たちに席巻されていただけに、最早初代はおろかブーメラン程の人気を得るには遠く至らず、それから程なくして後継機『サンダーショット』が登場したことで、ホットショット系は静かにその歴史に終止符を打つ事となった。
なお、2000年代以降、80〜90年代のRCバギーの多くが復刻生産されているが、ホットショット系列の中で本機とスーパーセイバーのみ、その対象から漏れている。しかし、2023年3月に『ホットショット2 BLOCKHEAD MOTORS』が、カスタムバージョンとして発表された。ボディ形状のリファインやゼッケンパーツの追加、前後のアップライトやホイールの艶消しメッキ化の他、サスペンションのCVAダンパーの成形色が、スーパーセイバーと共用だった赤色から、スーパーショット（復刻版スーパーホットショット）と同様に黄色に変更された。ダンパーの成形色変更で、1987年当時にフロントダンパーをスーパーショット化するオプションパーツを組み込むと、前後のダンパーの成形色がフロントは黄色、リアは赤色とチグハグになっていたが、今回のカスタムバージョンでの再販では解消されるものの、肝心のフロントダンパーをスーパーショット化するオプションパーツが入手困難となっている。
その後、2024年にホットショットⅡ（2024）としての復刻販売がアナウンスされた。

## 要目
- シャーシ：EPL製バスタブ複合モノコック構造
- サスペンション：
F/スタビライザー付き、ボールマウント・Aアームダブルウィッシュボーン独立懸架、CVAオイルダンパー横置きモノショック方式
R/スタビライザー付き、Hアームダブルウィッシュボーン独立懸架、CVAオイルダンパー左右独立配置
- タイヤ・ホイール：
F/オーバルブロック、トレッド幅25mm
R/オーバルブロック、トレッド幅35mm
F/Rともに1ピース造形
- ボディ：ポリカーボネート製ハーフカウル+EPL製トラス構造フレーム
- 原動機：電気直流モーター、マブチ・RS-540S
- 駆動形式：横置きミッドシップ・モーター、シャフト駆動式四輪駆動
- 本体重量（コントロール装置・バッテリー除外時）：約1250g